# Horacio Sanguinetti
Horacio Sanguinetti (Ciudad de Buenos Aires, 25 de octubre de 1935) es un educador argentino. Se desempeñó como Rector del Colegio Nacional de Buenos Aires durante 23 años, entre 1983  y 2007, siendo la gestión de mayor duración en la historia de ese colegio. También fue Ministro de Educación de la Ciudad de Buenos Aires y Director del Teatro Colón. 

## Biografía
Nació en Buenos Aires, el 25 de octubre de 1935, hijo de quien también fuera Rector del CNBA entre 1960 y 1963, Florentino Sanguinetti, profesor de Literatura durante 40 años en aquel colegio. 
Egresó de ese mismo colegio con Medalla de Oro en el año 1953. Egresó de la Universidad de Buenos Aires como abogado en 1961, donde se doctoró 15 años después en Derecho y Ciencias Sociales.[cita requerida]
Se ha desempeñado como profesor titular en la materia de Derecho en las Facultades de Derecho y Ciencias Económicas de la UBA, en el CNBA y en la Escuela Superior de Comercio Carlos Pellegrini. También fue profesor consulto de la UBA.
[cita requerida]
En diciembre de 1983 y justo después de la dictadura fue designado rector del Colegio Nacional de Buenos Aires, cargo en el que permaneció 23 años. 
En agosto de 1996, fue designado por el jefe de Gobierno de la Ciudad de Buenos Aires, Fernando de la Rúa, ministro de Educación de la ciudad, cargo en el cual se mantuvo por un corto período, hasta noviembre de 1997. Durante este tiempo fue sucedido por Enrique Groisman en la rectoría del Nacional Buenos Aires.
En diciembre del 2007 el jefe de Gobierno porteño Mauricio Macri lo nombró director general del Teatro Colón, cargo al que renunció en enero de 2009.
Ha sido presidente de la Academia Nacional de Educación y es miembro de la Academia Nacional de Ciencias Morales y Políticas y de la Real Academia Española. Dictó cursos y conferencias en el país y el extranjero, participando en innumerables congresos.

## Obras
Autor de, entre otros:
- Los reformistas.
- Curso de derecho político.
- Los socialistas independientes.
- Las obras y los días de Deodoro Roca.
- La educación argentina en un laberinto.
- La ópera y la sociedad argentina.
- Los tenores del siglo XX.

Sobre el Colegio Nacional Buenos Aires del que fuera rector por 23 años, escribió Breve historia del Colegio Nacional de Buenos Aires y Discursos del rector.

## Premios y distinciones
Ha recibido las siguientes condecoraciones por su labor educativa. 
- Premio Juntos Educar del Arzobispado de Buenos Aires.[3]
- Premio Konex de platino en el rubro Educación en el 2006.[3]
- Fue también condecorado en Francia e Italia.[3]
- En el año 2006, como parte de los festejos por el 88 aniversario de la Reforma Universitaria, los estudiantes de Santa Fe le otorgaron la Presidencia Honoraria de la Federación Universitaria del Litoral.[4]